# Esgrima nos Jogos Pan-Americanos de 2019 - Sabre por equipes masculino
A competição de sabre por equipes masculino foi um dos eventos da esgrima nos Jogos Pan-Americanos de 2019, em Lima. Foi disputada no Centro de Convenções de Lima no dia 10 de agosto.

## Calendário
Horário local (UTC-5).
| Data         | Horário | Fase                |
| ------------ | ------- | ------------------- |
| 10 de agosto | 10:10   | Quartas de final    |
| 10 de agosto | 11:00   | Semifinal           |
| 10 de agosto | 12:00   | 5º ao 8º lugar      |
| 10 de agosto | 16:00   | Disputa pelo bronze |
| 10 de agosto | 17:30   | Final               |

## Medalhistas
| Ouro   | USA Eli Dershwitz Daryl Homer Jeffrey Spear        |
| Prata  | CAN Shaul Gordon Joseph Polossifakis Farès Arfa    |
| Bronze | COL Sebastian Peña Pablo Benítez Luis Enrique Vila |

## Resultados
|  | Quartas de final | Quartas de final   | Quartas de final |            |               | Semifinal          | Semifinal           | Semifinal           |                     |  | Final | Final              | Final |
|  |                  |                    |                  |            |               |                    |                     |                     |                     |  |       |                    |       |
|  | 1                | USA Estados Unidos | 45               |            |               |                    |                     |                     |                     |  |       |                    |       |
|  | 7                | CUB Cuba           | 25               |            |               |                    |                     |                     |                     |  |       |                    |       |
|  | 7                | CUB Cuba           | 25               |            | 1             | USA Estados Unidos | 45                  |                     |                     |  |       |                    |       |
|  |                  |                    |                  |            | 1             | USA Estados Unidos | 45                  |                     |                     |  |       |                    |       |
|  |                  | 5                  | VEN Venezuela    | 24         |               |                    |                     |                     |                     |  |       |                    |       |
|  | 5                | 5                  | VEN Venezuela    | 24         | VEN Venezuela | 45                 |                     |                     |                     |  |       |                    |       |
|  | 5                |                    |                  |            | VEN Venezuela | 45                 |                     |                     |                     |  |       |                    |       |
|  | 4                | ARG Argentina      | 41               |            |               |                    |                     |                     |                     |  |       |                    |       |
|  |                  |                    |                  |            |               |                    |                     |                     |                     |  | 1     | USA Estados Unidos | 45    |
|  |                  |                    | 2                | CAN Canadá | 41            |                    |                     |                     |                     |  |       |                    |       |
|  | 3                | COL Colômbia       | 45               |            |               |                    |                     |                     |                     |  |       |                    |       |
|  | 6                | BRA Brasil         | 37               |            |               |                    |                     |                     |                     |  |       |                    |       |
|  | 6                | BRA Brasil         | 37               |            | 3             | COL Colômbia       | 34                  |                     |                     |  |       |                    |       |
|  |                  |                    |                  |            | 3             | COL Colômbia       | 34                  |                     |                     |  |       |                    |       |
|  |                  | 2                  | CAN Canadá       | 45         |               |                    | Disputa pelo bronze | Disputa pelo bronze | Disputa pelo bronze |  |       |                    |       |
|  | 8                | PER Peru           | 18               |            |               |                    | 5                   | VEN Venezuela       | 44                  |  |       |                    |       |
|  | 2                | CAN Canadá         | 45               |            |               |                    |                     |                     |                     |  | 3     | COL Colômbia       | 45    |

### Disputa do 5º   ao 8º lugar
|  | Classificação | Classificação | Classificação |  |  | Diputa pelo 5º lugar  | Diputa pelo 5º lugar  | Diputa pelo 5º lugar  |
|  |               |               |               |  |  |                       |                       |                       |
|  | 7             | CUB Cuba      | 41            |  |  |                       |                       |                       |
|  | 4             | ARG Argentina | 45            |  |  |                       |                       |                       |
|  |               |               |               |  |  | 4                     | ARG Argentina         | 45                    |
|  |               |               |               |  |  | 6                     | BRA Brasil            | 25                    |
|  | 6             | BRA Brasil    | 45            |  |  |                       |                       |                       |
|  | 8             | PER Peru      | 27            |  |  | disputa pelo 7º lugar | disputa pelo 7º lugar | disputa pelo 7º lugar |
|  |               |               |               |  |  | 7                     | CUB Cuba              | 45                    |
|  |               |               |               |  |  | 8                     | PER Peru              | 21                    |

## Classificação final
| Colocação         | Nacionalidade      | Atleta                                          |
| ----------------- | ------------------ | ----------------------------------------------- |
| Medalha de ouro   | USA Estados Unidos | Eli Dershwitz Daryl Homer Jeffrey Spear         |
| Medalha de prata  | CAN Canadá         | Shaul Gordon Joseph Polossifakis Farès Arfa     |
| Medalha de bronze | COL Colômbia       | Sebastian Peña Pablo Benítez Luis Enrique Vila  |
| 4                 | VEN Venezuela      | Eliecer Parra José Félix Heredia Abraham Vargas |
| 5                 | ARG Argentina      | Stefano Lucchetti Pascual Di Tella Matías Ríos  |
| 6                 | BRA Brasil         | Bruno Pekelman Henrique Garrigós Enzo Araki     |
| 7                 | CUB Cuba           | Harold Martínez Noslen Castor Hansel Martínez   |
| 8                 | PER Peru           | Jet Alfaro Fabián Villafana Ángel Jave          |